# Paluan
Paluan là một đô thị hạng 3 ở tỉnh Occidental Mindoro, Philipin. Đô thị này có diện tích km2, dân số theo điều tra năm 2000 là 56.450 người.
Paluan được chia thành 12 barangay.
- Alipaoy
- Harrison
- Lumangbayan
- Mananao
- MarikitMunicipal Profile
- Mapalad Pob. (Bgy. 1)
- Handang Tumulong Pob. (Bgy. 2)
- Silahis Ng Pag-Asa Pob. (Bgy. 3)
- Pag-Asa Ng Bayan Pob. (Bgy. 4)
- Bagong Silang Pob. (Bgy. 5)
- San Jose Pob. (Bgy 6)
- Tubili